# 391042 Dubietis
391042 Dubietis este o planetă minoră (asteroid) din centura de asteroizi. A fost descoperită pe 8 octombrie 2005 la Molėtų astronomijos observatorija⁠(d) de . 
Obiectul prezintă o orbită caracterizată de o semiaxă mare de 3,1428401488731 UAi, o excentricitate de 0,12212472706776, o înclinație de 10,002151364335 ° în raport cu ecliptica.